# Вулкан на Менделеев
Вулканът на Менделеев (на руски: Вулкан Менделеева; на японски: 羅臼山) (Раусюзан, Раусу-даке, Симанобори) е сложен стратовулкан, разположен в централната част на остров Кунашир, принадлежащ към веригата на Южните Курилски острови, Сахалинска област на Русия. Островът се намира на 25 км от полуостров Ноцуке на Хокайдо и е обект на териториален спор между Русия и Япония. В съответствие с Конституцията на Руската федерация, островът е част от територията на Русия, а според административно-териториалното деление на Япония той е част от окръг Немуро, префектура Хокайдо в Япония.
Територията на вулкана е включена в Курилския държавен резерват на Русия.

## Образуване
Сложната форма на вулкана и многократната промяна в състава на скалите показват дълго и сложно развитие. Най-ранните прояви на вулканична дейност са представени от андезит-базалтови лавови потоци с мощност до 8 м, които се наслагват под средноплейстоценовите морски отлагания. През 230 000 – 200 000 г. пр.н.е. те започват да се натрупват в морските заливи там, където се вливат реки. В основата на проучвателния разрез се откриват морски отлагания, образувани в края на Плиоцена, отнасящи се до 2,3 – 1,95 милиона г. пр.н.е. В средната част се виждат два слоя андезит-базалтова шлака с дебелина 1 – 2 м. Радиовъглеродният анализ определя възрастта им на 36 200 ± 500 г.
Историята на вулкана се характеризира с последователни, подобни едно на друго явления. Образува се конус от основен материал и следва експлозия от киселинен материал. Продължава с ново образуване на основен лавов купол, отново експлозия и т.н. Мащабът на явленията намалява всеки път – първата калдера е с диаметър 6 км, втората – с 3 км и накрая кратерът на централния конус е с диаметър около 1 км. Това намаляване на размерите с времето свидетелства за постепенното отслабване на вулканичната активност.
В предледниковата епоха върху терциерната основа се появява доста широк конус с диаметър при основата до 12 км. Първоначално от върха му се излива андезитна и андезит-базалтова лава, но постепенно скалите стават по-кисели. Този етап завършва с гигантска експлозия с отделяне на кисела пемза и последващо образуване на първата обширна калдера.
След това върху южния ръб на първата калдера се образува нов конус. Южните му склонове са блокирани от ерозиралия ѝ релеф, а северните частично запълват дъното ѝ. Размерът в основата му е минимум 6 – 8 км. Както и при първия конус, изригванията започват с обемисто
изливане на андезитна лава. Отново следва насочен взрив, който унищожава северната част на върха. Новосъздадената калдера е с размери 3 – 3,5 км. Радиовъглеродното датиране на растителните остатъци от основата ѝ показва възраст от 39 000 години, което съответства на Вюрмския ледников цикъл. През Холоцена в нея израства поредният лавов купол, образуван главно от дацит.

## Описание
Вулканът на Менделеев е живописен, сложен стратовулкан с екструзивен купол – скално образувание, при което горещата магма изтича върху повърхността във вид на лава или експлодира в атмосферата и пада обратно като пирокластити или вулканични туфи. Вулканът представлява научен интерес, тъй като е с характеристики на петрографски, геоморфологични и хидрогеоложки типове от национално значение. Разполага и с големи балнеологични ресурси. Издига се на 887 м, по други данни на 882 мнад морското равнище. Изграден е от андезит, базалт, дацит и пикрит и е пресечен е от две по-стари калдери.
В северната част на по-старата калдера има още два силно изгладени лавови купола, образувани като резултат от активността на по-младата. На източната и северната страна на централния конус са разположени 4 солфатарни полета, които обграждат конуса на изток и север и се намират на височина 300 – 400 м. Най-активните от тях са северозападните и североизточните. Извън калдерата, по североизточното крайбрежие, се простира геотермалното поле „Горячи-пляж“. По склоновете на вулкана има множество изходи на минерални и термални серни води. По бреговете на река Кислая са разположени полета от гейзерити – белезникав до сив опал, формиращ се в близост до гейзери.
Проучването на структурата на Вулкана на Менделеев показва наличието на система от магмени камери както близо до повърхността, така и в дълбочина. Основната магмена камера с диаметър 2 км се намира непосредствено под вулкана на дълбочина 4,5 км. Още една е открита на дълбочина 30 – 60 км.

### Калдери
Най-древният член на този вулканичен масив е голямата калдера с диаметър 6 – 7 км. Нейният силно изравнен ръб е запазен само на северозапад. На изток билото е напълно разрушено, а в южната част е пресечена от по-късно издигналата се Планина на Мечников. Въпреки това на юг долната част на древния конус стърчи изпод лавата на втората калдера. Запазените участъци на външния склон носят следи от интензивна ерозия под формата на многобройни радиални долини. В дъното на долините и по крайбрежието се показва терциерната основа. Калдерата е съставена от двупироксен, понякога смесен с оливин, андезит и андезит-базалт. Фенокристалите са от лабрадор, авгит, хиперстен, а на някои места и оливин. Почти навсякъде древният конус е покрит от насипни пирокластични слоеве, отложени вследствие на експлозии, свързани с образуването на голямата калдера. Съставът им включва различни андезити, дацити и дебели слоеве от дацитна пемза.
Втората, по-малка калдера, вероятно е образувана от вулканичен взрив, насочен на север. Разположена е ексцентрично спрямо първата, а диаметърът ѝ е 3 – 3,5 км. Южната ѝ половина е добре запазена, а съхраненият ѝ ръб носи името Планина на Мечников и има височина 800 м. Северната ѝ половина запълва частично вътрешността на първата калдера. Запазени са само силно ерозиралите останки от склоновете, а контурите ѝ се определят главно по отделни развалини и местоположението на фумаролните полета. Структурата ѝ включва доста еднообразни пироксен-оливинови базалти и андезит-базалти. Фенокристалите са изградени от лабрадор до битовнит, оливин и авгит.
На дъното на втората калдера, с леко изместване на север, се виждат останките от вътрешен централен конус. На юг, между втората калдера и централния конус се намира участък от тясно атрио – пръстеновидна долина, разположена между билото на калдерата и конуса.

### Централен конус
При голямо изригване преди около 4200 години централният конус, който се е образувал в по-младата калдера, е разбит от лавина от големи отломъци и се оформя кратер с подковообразна форма, отворен на север. В него пирокластичните потоци предизвикват растежа на нов, дацитен лавов купол, чийто връх днес е най-високата точка на вулкана. Той почти изцяло запълва площта на малката калдера. Диаметърът в основата му е около 3 км, а ширината на кратера – над 1 км. Формата на източната му част е разкривена от наличието на странични кратери, силно разширени от ерозията, а западната е изчезнала напълно.
Централният конус е съставен от дацит с 65,5% SiC2. Съдържа още двупироксенови андезити и андезит-базалти, с фенокристи от кварц, плагиоклаз, хиперстен и авгит. На някои места присъства и оливин. Лавата му съдържа кварцов, оливиносъдържащ дацит.

## Активност
Единственото документирано историческо изригване става през 1880 г. и е описано от британския геолог Джон Милн. Активността на вулкана в течение на времето е следната:
- 2270 пр.н.е. ± 50 години – След образуването на последната калдерна депресия израства новият екструзивен лавов купол. Изригва западната част на централния конус и модифицира кратера му.[1][7]
- 1880 г. – Единственото сигурно историческо изригване е слаба фреатична експлозия (с кратки взривове) през 1880 г. с вулканичен експлозивен индекс 1 и активност на солфатарни полета на североизточния склон.[1]
- 1900 г. – Несигурна информация за изригване с ВЕИ = 2.[1]
- 1901 г. – От вулкана се чува грохот, но не се вижда нищо.[7]
- 1946 г. – Местните жители разказват за изхвърляне на горещи пари и газове и силен шум. Отчетена е усилена фумаролна активност в североизточната част на солфатарните полета.[2][7]
- 1977 г. – В периода от февруари до април стават над 200 земетресения с дълбочина на хипоцентъра до 20 км. Предполага се, че може да са предизвикани от сондажните работи по Горячий пляж. Възможно е обаче и да се дължат на активирането на магмената камера под вулкана. В края на годината дейността на солфатарите в североизточното поле се активира и започва периодично изхвърляне на пари и сяросъдържащи газове, струите на които достигат до 150 – 200 м височина.[7] Наблюдава се и усилена фумаролна активност.[2]
- 1978 – Температурата на солфатара „Спокойни“ се увеличава на 113 °C и се появява разтопена сяра.[7]
- 1984 г. – Температурата на солфатара „Ревящи“ се повишава на 130 °C и потича поток от разтопена сяра.[7]
- 1987 г. – През април, май и юни се отчитат около 80 земетресения, за които се предполага, че са предизвикани от активирането на вулкана. През май става слабо изхвърляне на пари и газове.[7] По време на въздушно проучване на 6 ноември, в зоната на експлозивния кратер на източния склон се отчита интензивна фумаролна и солфатарна активност.[1]
- 1988 г. – На 4 и 5 май е регистрирана серия земетресения с дълбочина по-малко от 10 км под повърхността. Епицентрите им са на около 12 км от вулкана и на максимум 15 км от сеизмичната станция в Южнокурилск. През септември са проведени измервания в сондаж на дълбочина 74 м, отстоящ на 10 км от върха и са регистрирани температури с 4 °C по-високи от тези през 1986 г. В някои горещи извори по южния и източния склон температурите също са повишени с 4 – 5 °C, а парата, изхвърляна под налягане е с температура 97 – 107 °C. Активността на фумаролите в същата област не показва съществени изменения от тази през 1986 г.[1]
- 1990 г. – В северозападното солфатарно поле възниква нов термален източник и отново се появява разтопена сяра.[7]
- 2000 г. – Серия от земетресения с дълбочина на хипоцентъра 20 км под вулкана.[7]
- 2019 г. – Днес се наблюдава силна термална и фумаролна активност.[2][6]